# Bagnols-en-Forêt
 Bagnols-en-Forêt  (en occitano Banhòus) es una población y comuna francesa, en la región de Provenza-Alpes-Costa Azul, departamento de Var, en el distrito de Draguignan y cantón de Fréjus.

## Demografía
| 852 | 838 | 760 | 696 | 829 | 819 | 839 | 867 | 876 | 958 | 1 004 | 997 | 971 | 921 | 902 | 900 | 803 | 742 | 812 | 751 | 610 | 620 | 582 | 477 | 445 | 540 | 560 | 562 | 682 | 889 | 1 274 | 1 672 |
| Para los censos de 1962 a 1999 la población legal corresponde a la población sin duplicidades (Fuente: INSEE [Consultar]) |     |     |     |     |     |     |     |     |     |       |     |     |     |     |     |     |     |     |     |     |     |     |     |     |     |     |     |     |     |       |       |

## Hermanamientos
- Pieve di Teco  Italia, desde 1990.